# Никкербоккер-авеню (линия Мертл-авеню, Би-эм-ти)
|   |   |  |   |   |
| · | · |  | · | · |

|   |   |  |   |   |
| · | · |  | · | · |

«Никкербоккер-авеню» (англ. Knickerbocker Avenue) — станция Нью-Йоркского метрополитена, расположенная на линии Мертл-авеню, Би-эм-ти. Станция находится в Бруклине, в округе Бушуик, на пересечении Миртл-авеню с Никебокер-авеню. На станции останавливается маршрут M (круглосуточно).
Станция была открыта 19 декабря 1889 года. Она представлена двумя боковыми платформами, расположенными на двухпутной линии. Между двумя путями имеется пространство, которое раньше занимал центральный экспресс-путь, а сама линия была трехпутный. Центральный путь был ликвидирован вместе с западной половиной линии Мертл-авеню, Би-эм-ти в 1969 году. Западная половина обеих платформ огорожена высоким бежевым забором, тогда как восточная — высоким ажурным стальным забором. Кроме того, платформы оборудованы навесами во всю их длину за исключением концов. Название станции представлено в стандартном виде: черные таблички с белой надписью.
Станция имеет единственный выход, расположенный в её восточной половине. С каждой платформы лестницы спускаются в эстакадный мезонин под платформами, где располагается турникетный павильон и переход между платформами. Из мезонина в город ведут две лестницы: по обе стороны от Миртл-авеню, между её пересечениями с Грин-авеню и Никебокер-авеню. Существовал и другой выход: с западного конца станции, который также имел мезонин.
Станция реконструировалась с декабря 2012 года до февраля 2013 года.